# Eliurus ellermani
Eliurus ellermani é uma espécie de roedor da família Nesomyidae.
É endêmica do leste de Madagascar.